# Roy Dotrice
Roy Dotrice (ur. 26 maja 1923 na wyspie Guernsey na kanale La Manche, zm. 16 października 2017 w Londynie) – brytyjski aktor filmowy, teatralny i telewizyjny. Odtwórca; m.in. roli Leopolda Mozarta, ojca Wolfganga Amadeusza Mozarta w filmie Miloša Formana pt. Amadeusz (1984). Laureat Nagrody Tony (2000).
W czasie II wojny światowej służył jako pilot RAF. W latach 1942–1945 był więziony w niemieckim obozie jenieckim.
W 2008 odznaczony Orderem Imperium Brytyjskiego IV klasy (OBE).

## Filmografia

### Filmy
- Przestępca (1960) jako Dandy Nicholls
- Bohaterowie Telemarku (1965) jako Jensen
- Mikołaj i Aleksandra (1971) jako gen. Michaił Aleksiejew
- Opowieści z krypty (1972) jako Charles Gregory
- Korsykańscy bracia (1984) jako Zły Fuckaire/stary strażnik
- Amadeusz (1984) jako Leopold Mozart
- Eliminatorzy (1986) jako Abbott Reeves
- Kosmita z przedmieścia (1991) jako Zanuck
- Na ostrzu (1992) jako Anton Pamchenko
- Ucieczka w ciemność (1994) jako dr Burnham
- Szkoła Buddy’ego (1994) jako Cyrus Miles
- Szkarłatna litera (1995) jako Thomas Cheever
- Świąteczny bunt (1998) jako Ambrose Booth
- Łowca obcych (2003) jako dr John Bachman
- Kobieta muszkieter (2004) jako komandor Finot
- W cieniu matki (2006) jako lord Carter
- Wrobiony (2006) jako Jack Rawlings
- Hellboy: Złota armia (2008) jako król Balor

### Seriale TV
- Kosmos 1999 jako komisarz Simmonds (gościnnie, 1975)
- Magnum jako Harcourt (gościnnie, 1981)
- Detektyw Remington Steelejako Victor Janoff (gościnnie, 1984)
- Drużyna A jako Charles Jourdan (gościnnie, 1986)
- Opowieści z ciemnej strony jako wampir hrabia Jeffrey Draco (gościnnie, 1987)
- Zulus Czaka jako król Jerzy IV Hanowerski
- Napisała: Morderstwo jako prof. Chandler Fitzpatrick/dr Howard Sorenson/dr Myles Purcell (gościnnie; 1990, 1993 i 1995)
- Prawnicy z Miasta Aniołów jako Alex Vedder (gościnnie, 1994)
- Piękna i Bestia jako Jacob „Ojciec” Wells
- Opowieści z krypty jako major Nicholson (gościnnie, 1996)
- Skrzydła jako Pete (gościnnie, 1994)
- Gdzie diabeł mówi dobranoc jako o. Gary Barrett
- Babilon 5 jako Frederick Lantz (gościnnie, 1995)
- Ziemia 2 jako starszy (gościnnie)
- Batman – Frederick (głos; gościnnie, 1995)
- Spider-Man – Keene Marlow/Destroyer (głos; gościnnie, 1997)
- Pan i pani Smith jako pan Big
- Dziwny traf jako pan Wilford (gościnnie)
- Sliders: Piąty wymiar jako Archibald Chandler/Marc LeBeau (Prorok) (gościnnie; 1999 i 2000)
- Herkules jako Zeus (gościnnie, 1998)
- Dotyk anioła jako Micah (gościnnie, 2001)
- Wszystko w rodzinie jako Seamus Madigan, ojciec Bena
- Lekarze jako Tomasz Zelinsky (gościnnie, 2003)
- Ja się zastrzelę jako Jarvis Leeds (gościnnie, 2003)
- Anioł ciemności jako Roger Wyndam-Pryce (gościnnie, 2003)
- Na sygnale jako George Tunstall (gościnnie, 2005)
- Gra o tron jako Hallyne (gościnnie, 2012)